# República da Espada

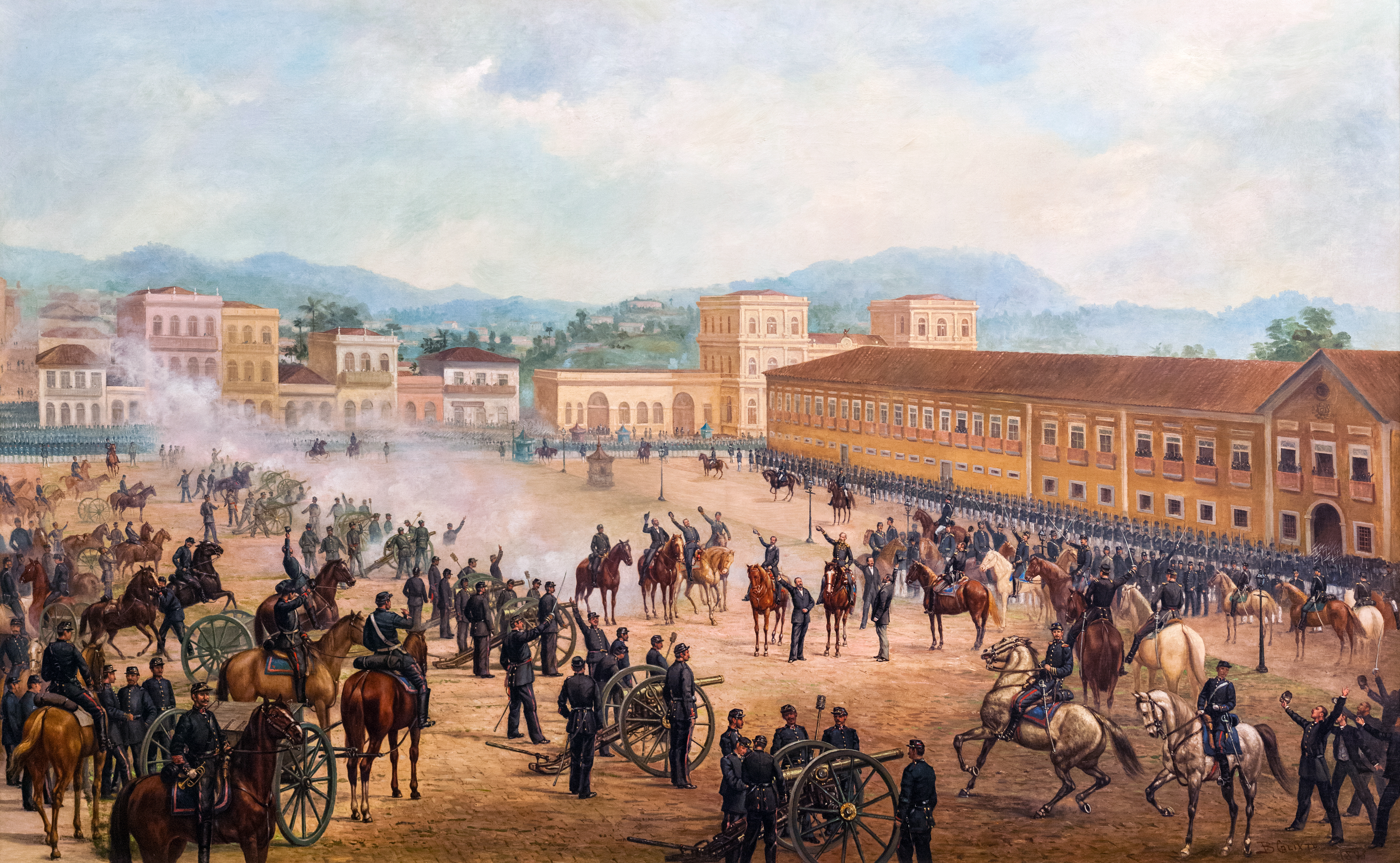
Proclamazione della Repubblica, quadro di Benedito Calixto (1893)

La República da Espada fu il periodo in cui il Brasile, divenuto da poco repubblica, fu governato dai marescialli Deodoro da Fonseca e Floriano Peixoto dal 1889 al 1894. Si tratta di un'epoca caratterizzata come la prima dittatura militare repubblicana brasiliana.
In questo periodo erano frequenti le rivolte popolari e la repressione delle sacche di resistenza che simpatizzavano per l'imperatore Pietro II e per la restaurazione della monarchia. L'Impero brasiliano non rappresentava più gli interessi dei grandi coltivatori di caffè dell'ovest di San Paolo e dei militari e, abolendo la schiavitù, non aveva più il sostegno dei vecchi proprietari terrieri schiavisti. Il caffè era di gran lunga il principale prodotto d'esportazione, oltre a essere il principale "datore di lavoro" e motore dell'economia nazionale. Per questo motivo, gli interessi dei coltivatori di caffè furono sempre in primo piano durante il periodo della República Velha.
Una giunta militare, guidata dal maresciallo Deodoro da Fonseca, governò il Brasile tra il 1889 e il 1891. Il 25 febbraio 1891, il Congresso costituente indisse elezioni indirette che designarono Fonseca Presidente della Repubblica e Floriano come Vicepresidente. Tuttavia, Deodoro si dimise nel novembre dello stesso anno. Quando succedette a Deodoro, Floriano Peixoto cercò senza successo di invertire gli effetti della crisi economica, reprimendo allo stesso tempo con il pugno di ferro i movimenti che sfidavano il regime militare, in particolare la Revolta da Armada e la Revolução Federalista.

## Contesto

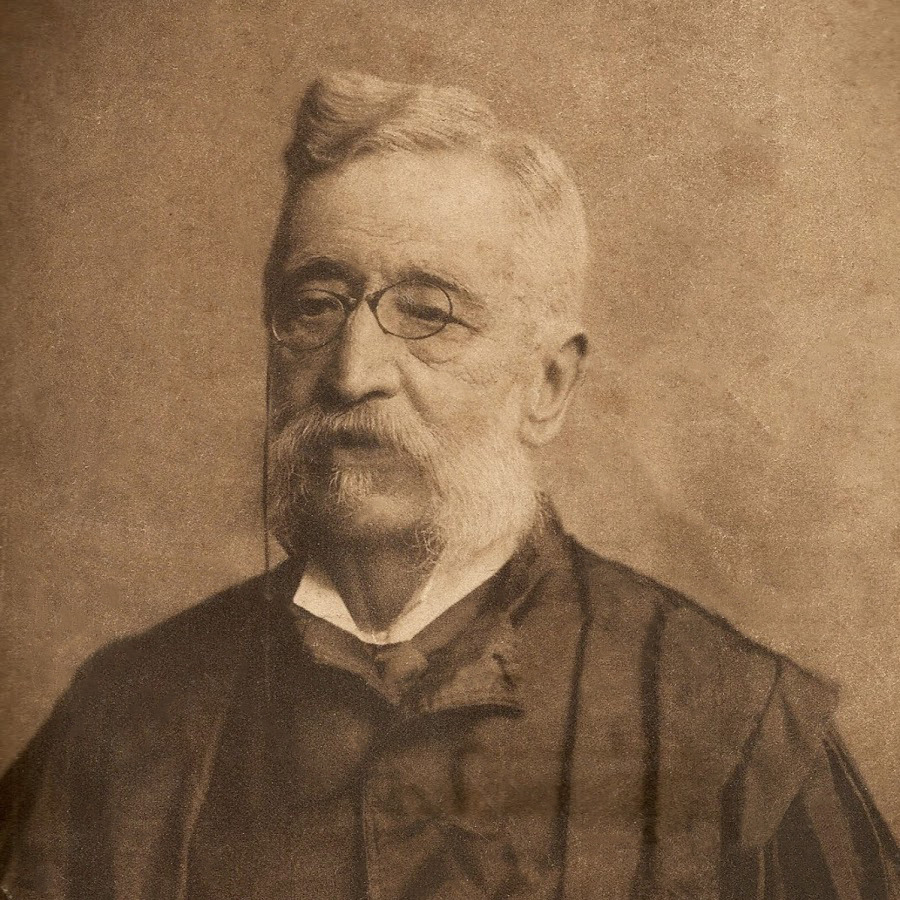
Afonso Celso de Assis Figueiredo, visconte di Ouro Preto, nel 1889

La vittoria della triplice alleanza (Argentina, Brasile, Uruguay) contro il Paraguay (1870) fece aumentare l'importanza politica dell'esercito brasiliano, ma l'imperatore, che definiva "assassini legali" i militari, proibì loro di svolgere una trionfale parata in Rio de Janeiro. La propaganda repubblicana fece credere all'esercito che l'Impero desiderasse dissolverlo, il che provocò la reazione dell'esercito, che culminò nella proclamazione della repubblica, seguita da esilio e messa al bando della famiglia imperiale.
L'erede al trono, principessa Isabella, con l'abolizione della schiavitù del 1888, a partire dalla Lei Áurea firmata dalla principessa, involontariamente rinforzò le idee repubblicane, dato che contrastava gli interessi economici degli agrari, che formavano una base politica di grande influenza.
La proclamazione della repubblica brasiliana fu, essenzialmente, un colpo di stato militare: l'esercito conquistò l'appoggio dei coltivatori di caffè, e un altro fulcro del repubblicanesimo stava nei militari positivisti. In tale episodio, i militari erano guidati dal maresciallo Deodoro da Fonseca, e l'imperatore non oppose resistenza. Il generale Floriano Peixoto, inizialmente incaricato di difendere i ministri dell'imperatore, aderì al movimento repubblicano e giocò un importante ruolo nella cattura del capo del governo, il visconte di Ouro Preto. Il maresciallo Deodoro fu proclamato presidente della repubblica, e il maresciallo Floriano vicepresidente.

## Il governo Deodoro (1889-1891)

### Governo provvisorio (1889-1891)

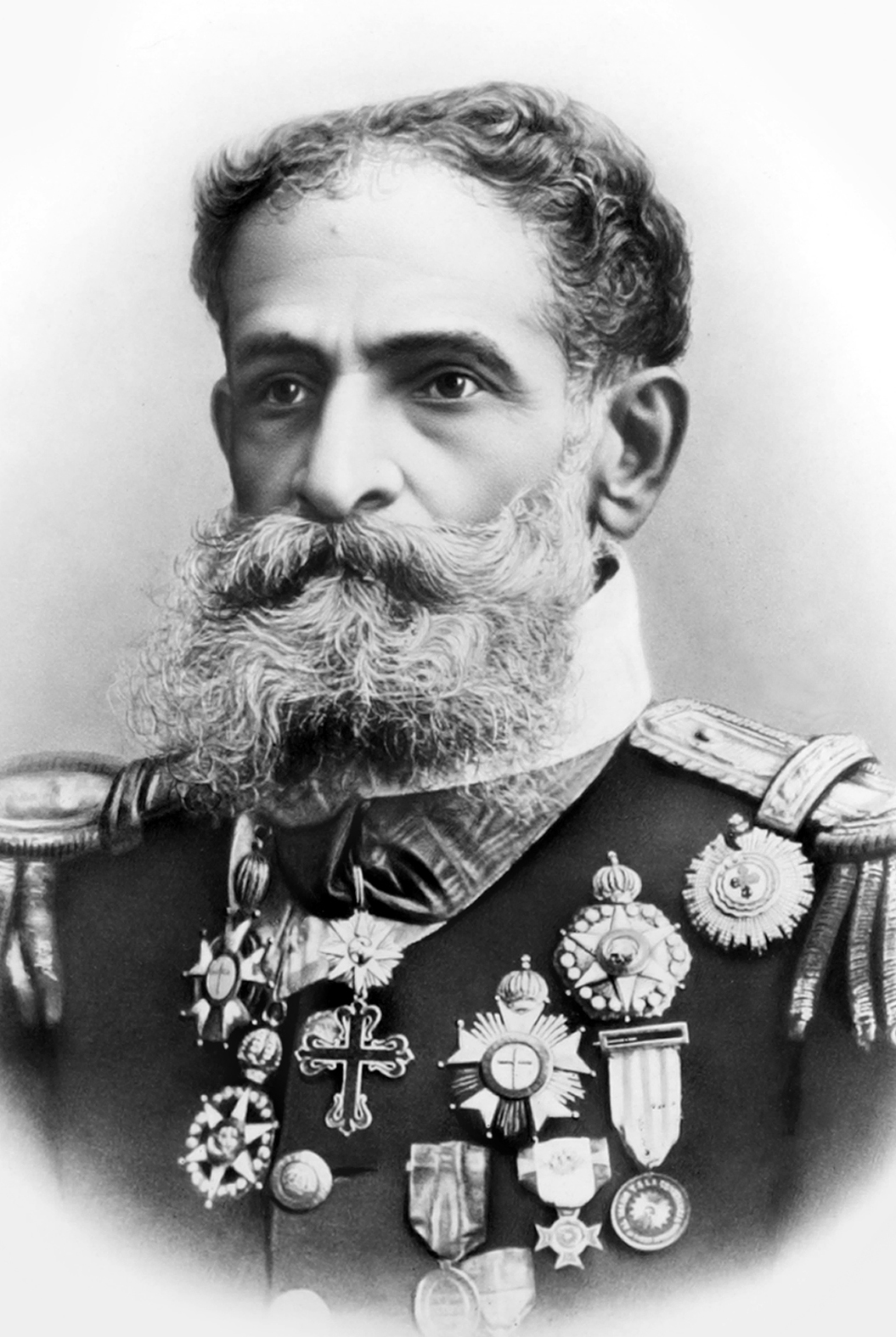
Deodoro da Fonseca

Durante la transizione di regime politico, vari gruppi, con diversi interessi, dissentivano sul piano teorico e in quanto alla forma di governo da instaurare. Minas Gerais, São Paulo e Rio Grande do Sul, i principali leader regionali, difendevano l'idea di una repubblica federale, con alto grado di autonomia per gli Stati [federati]. Tuttavia, gli abitanti di Minas Gerais e i membri del Partito Repubblicano Paulista sostenevano un modello più liberale, mentre gli abitanti di Rio Grande do Sul, sotto l'influenza di Júlio de Castilhos, propugnavano un modello positivista. Queste furono le due principali influenze del primo periodo della Repubblica.
L'influenza positivista si rifletteva nel carattere dottrinario, nell'appello al rigore scientifico e alla matematizzazione. In Brasile, introdusse inoltre la pratica dell'autoritarismo dottrinario, caratterizzato dal castilhismo. Il leader di Rio Grande do Sul propose al Congresso Costituente l'istituzione di un regime moralizzatore basato sulle virtù repubblicane. Non avendo successo a livello nazionale, decise di attuare le sue idee nel Rio Grande do Sul.

Cerimonia di insediamento del Presidente Deodoro da Fonseca (fino ad allora capo del Governo Provvisorio), come primo Presidente della Repubblica, il 26 febbraio 1891. Il dipinto raffigura anche due futuri Presidenti della Repubblica: Floriano Peixoto, che allora prestava giuramento come Vicepresidente, e Prudente de Morais, allora Presidente del Congresso Costituente.

Queste idee si rafforzarono tra gli ufficiali dell'esercito negli anni 1870, come una forma di affermazione dell'istituzione. La maggior parte degli ufficiali si riconosceva nel positivismo, anche quelli che non avevano studiato le basi di quella dottrina. Tuttavia, c'erano differenti concezioni tra i sostenitori di Deodoro e quelli di Floriano. I primi erano costituiti di veterani della Guerra del Paraguay, i cosiddetti "tarimbeiro" (ossia, quelli che dormono sui tavolacci). Molti non avevano frequentato la scuola militare e la loro motivazione era la difesa dell'onore dell'esercito, senza avere un grande progetto di sviluppo nazionale. Sebbene Floriano non fosse positivista e avesse anche partecipato alla Guerra del Paraguay, era circondato da giovani diplomati alla scuola militare, con una forte influenza positivista, che si consideravano responsabili del progresso del Paese e del mantenimento dell'ordine. Ma entrambi i gruppi avevano un nemico comune, il liberalismo, e questo manteneva l'unità nell'istituzione. Secondo l'esercito, la Repubblica aveva bisogno di un forte potere esecutivo, o addirittura di una fase dittatoriale. L'autonomia delle province era vista con cautela, perché rischiava di frammentare il Paese e favoriva gli interessi dei proprietari terrieri. Questa idea fu espressa nel discorso del capitano tenente Nelson de Almeida, a nome della Marinha do Brasil:
(Nelson de Almeida)
Con la proclamazione della repubblica, vari componenti del vecchio governo furono imprigionati o esiliati. Fu istituita la censura sulla stampa. La Camera, il Senato e il Consiglio di Stato furono chiusi. 
I liberali, membri del Partito Repubblicano, si batterono per garantire la convocazione di una Assemblea Costituente, temendo il prolungamento di una dittatura legata a Deodoro. 
In campo economico, Deodoro subì una crisi detta encilhamento, con conseguente impennata dell'inflazione, forte svalutazione della moneta e recessione, che portò alla sostituzione di Ruy Barbosa come Ministro delle Finanze.

### Governo costituzionale (1891)
Nonostante ciò, Deodoro promulgò la Costituzione del 1891. Nei termini proposti da Ruy Barbosa, era estinto il potere moderatore esistente nell'impero (prerogativa dell'Imperatore, stabilita dalla Costituzione del 1824), che avrebbe potuto limitare una dittatura personale. Per un altro verso, ispirata alla Costituzione degli Stati Uniti d'America, la prima costituzione repubblicana garantiva alcuni poteri agli Stati [federati], come l'accensione di prestiti all'estero e l'organizzazione di forze pubbliche statali, pur mantenendo il diritto all'intervento federale per garantire l'ordine. Inoltre stabiliva la divisione tripartita dei poteri, con il ripristino del Parlamento.
Secondo una disposizione transitoria della Costituzione del 1891, il presidente e il vicepresidente del primo periodo repubblicano sarebbero stati eccezionalmente eletti dal Congresso Costituente.  Deodoro da Fonseca si candidò alla presidenza, con l'ammiraglio Eduardo Wandenkolk come candidato alla vicepresidenza. Presidente e vicepresidente sarebbero stati eletti separatamente. Poiché esisteva già una forte opposizione a Deodoro, quest'ultimo organizzò la candidatura di Prudente de Morais, presidente del Congresso, con il maresciallo Floriano Peixoto come suo candidato vicepresidente. Floriano, oltre a candidarsi come vicepresidente con Prudente de Morais, presentò anche la propria candidatura alla presidenza. 
Dopo lo scrutinio del 25 febbraio 1891, i risultati delle elezioni per il presidente furono i seguenti: Deodoro da Fonseca - eletto con 129 voti; Prudente de Morais - 97 voti; Floriano Peixoto - 3 voti; Joaquim Saldanha Marinho - 2 voti; José Higino Duarte Pereira - 1 voto; schede bianche - 2. Il candidato dell'opposizione, il maresciallo Floriano Peixoto, fu eletto vicepresidente con 153 voti, contro i 57 dell'ammiraglio Wandenkolk.

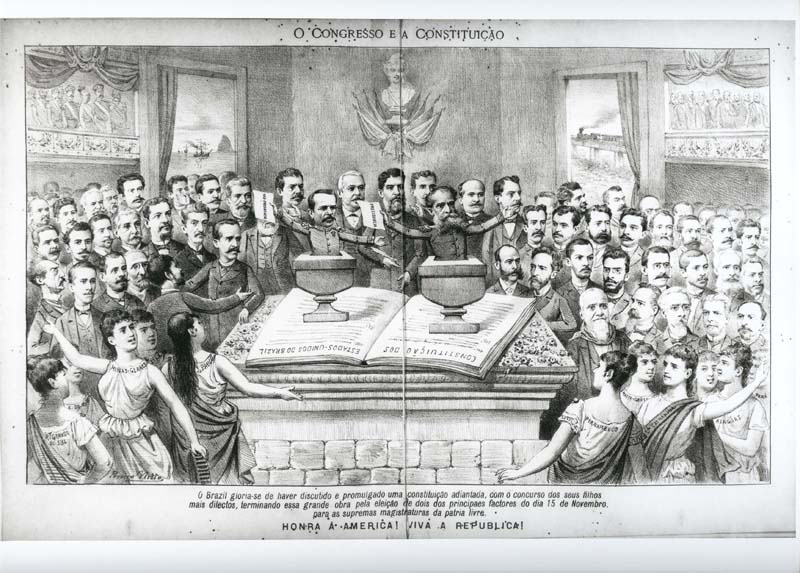
Allegoria riferita alle elezioni presidenziali del 1891

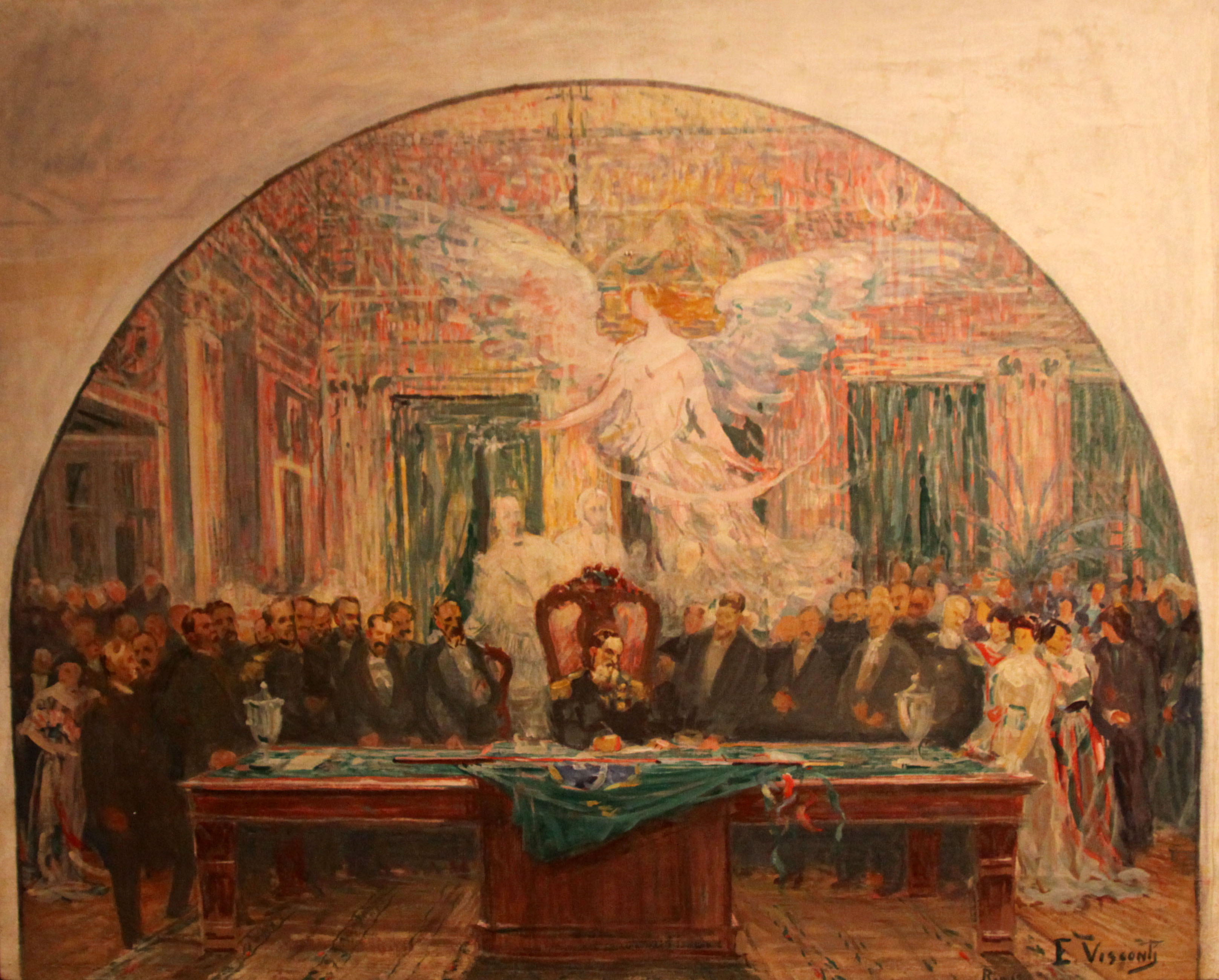
Posse de Deodoro da Fonseca, di Eliseu Visconti

La vittoria di Deodoro si spiega con il timore che il vecchio maresciallo potesse attuare un altro colpo di Stato militare, chiudendo il Congresso e restaurando la monarchia. Anche i leader dell'opposizione avevano deciso che, in caso di vittoria di Prudente de Morais, il Congresso avrebbe giurato immediatamente e il governo si sarebbe insediato senza indugio nel palazzo del Parlamento stesso, dove avrebbero atteso l'evolversi degli eventi, convocando le forze militari sulla cui fedeltà potevano contare nelle immediate vicinanze dell'edificio.
La fase costituzionale del governo di Deodoro da Fonseca durò da febbraio al 3 novembre 1891, quando Deodoro tentò un colpo di Stato. Il conflitto tra l'esecutivo e il legislativo provocò un nuovo scioglimento del parlamento il 3 novembre 1891, senza appoggio costituzionale. In quel momento storico si verificò un conflitto tra i militari e i politici civili. I militari volevano rimanere in politica ed erano favorevoli alla centralizzazione assoluta e alla concentrazione del potere politico, mentre i civili volevano che i militari tornassero nelle caserme e si battevano per un governo decentrato e federalista.

### Golpe fallito

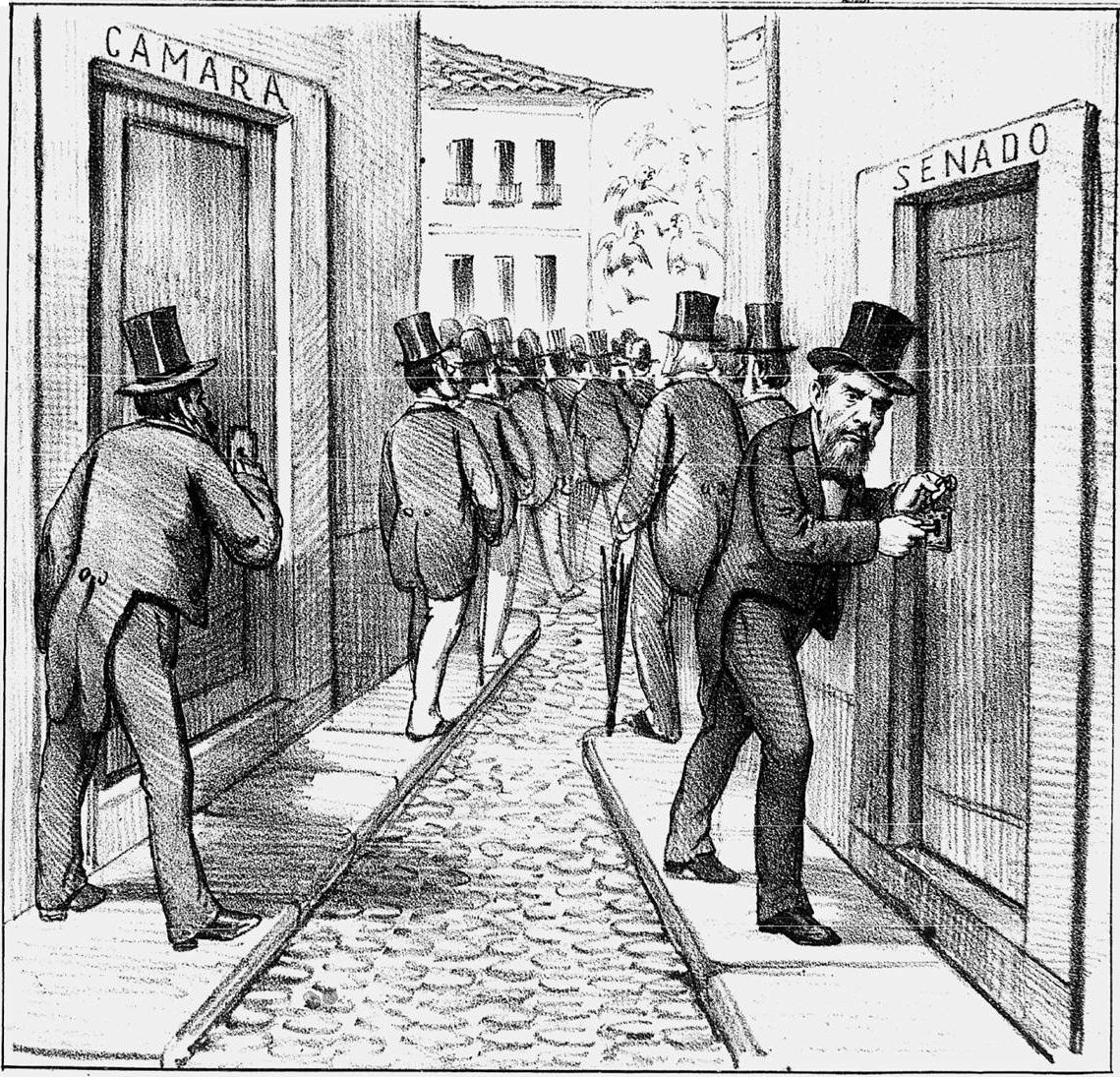
Chiusura del Congresso

Eletto (indirettamente) dal Congresso Nazionale, Deodoro iniziò il suo mandato in un clima di forte tensione politica. Il Congresso e la popolazione erano ostili a causa della crisi economica. 
Questo fatto generò violenta reazione, inducendo il Congresso, tra agosto e novembre 1891, a cercare di approvare la Lei de Responsabilidades, volta a ridurre i poteri del presidente.
Deodoro contrastò la decisione del Congresso, e il 3 novembre 1891 ne decretò lo scioglimento, lanciando un Manifesto à Nação ("manifesto alla nazione") per spiegare le ragioni del suo atto. Al contempo, reparti militari circondarono i palazzi del parlamento e arrestarono i capi dell'opposizione, mentre la stampa del Distretto Federale venne sottoposta a censura, e fu decretato lo stato d'assedio. Questo evento passò alla storia come Golpe del 3 novembre, e fu l'ultimo risultato della carriera politica di Deodoro, che pochi giorni dopo si dimise dalla carica di presidente. Il conseguente logoramento politico e l'imminenza di una deposizione o addirittura di una guerra portarono Deodoro a dimettersi il 23 novembre 1891.

## Il Governo Floriano (1891-1894)

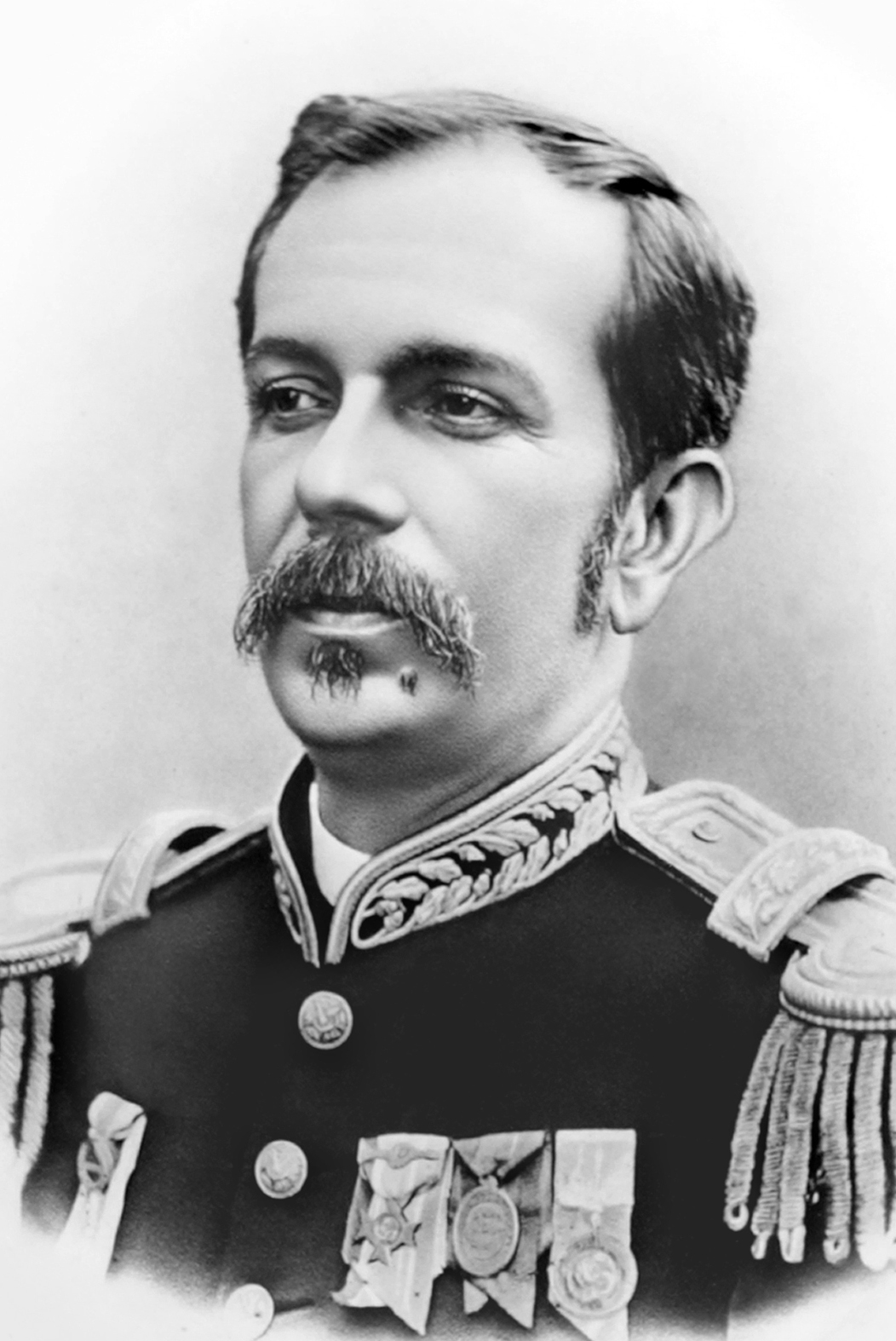
Floriano Peixoto

Con la rinuncia di Deodoro, Floriano, che era il suo vice, assunse il potere. Tra le pressioni per indire le elezioni vi fu la pubblicazione, il 6 aprile 1892, di un manifesto di ufficiali militari di altre forze, che divenne noto come il Manifesto dei 13 generali. Floriano rifiutò e si alienò pure le simpatie dei militari, provocando grande sdegno e instabilità politica fino alla fine del suo governo.

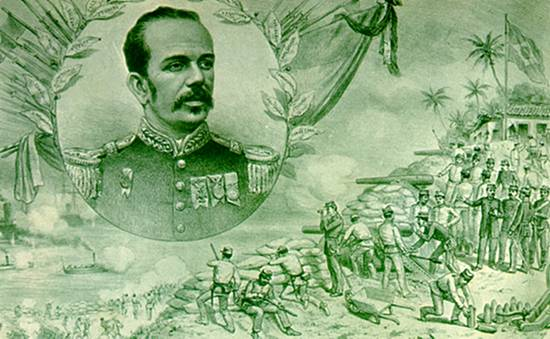
Floriano Peixoto e la Revolta da Armada in un'illustrazione di Angelo Agostini

Divenne noto come Marechal de Ferro, per la veemenza con cui combatté gli oppositori, specie durante la Revolução Federalista, iniziata nel febbraio del 1893, e la seconda rivolta della Marina nel settembre 1893. Nello stesso mese finalmente si tennero elezioni presidenziali, e Floriano non riuscì a nominare un successore. Vinse Prudente de Morais, leader della causa repubblicana e nominato dal Partido Republicano Paulista.

### Repressione dell'opposizione
Uno dei tratti distintivi del governo di Floriano fu la persecuzione degli oppositori e dei monarchici, molti dei quali furono esiliati o addirittura fucilati. Un altro aspetto che contrassegnò il governo di Floriano fu il cambio di nome della capitale di Santa Catarina, che da Nossa Senhora do Desterro divenne Florianópolis ("città di Floriano"); un'azione che — secondo molti commentatori — intendeva dimostrare la superiorità sullo Stato che si era ribellato al suo governo.

## Retaggio
Durante tutta la República da Espada, il governo si reggeva grazie alle oligarchie agrarie, che avevano liquidato la monarchia. Il potere dei militari fu gradualmente indebolito e infine cedette alla forza politica dei repubblicani, i cosiddetti baroni del caffè di San Paolo e i baroni del latte, gli allevatori di bestiame di Minas Gerais. Così, con l'istituzione dell'elezione diretta, il coltivatore di caffè di San Paolo Prudente de Morais fu eletto Presidente della Repubblica, ponendo fine alla República da Espada e dando inizio alla "politica del caffellatte" che guidò il resto della cosiddetta Vecchia Repubblica. 
Si trattava di un accordo politico che coinvolgeva le oligarchie di São Paulo e Minas Gerais e il governo centrale per controllare il processo di successione, in modo che solo i politici di questi due stati fossero eletti alla presidenza in modo alternato. Questo accordo politico sarebbe stato infranto solo nelle elezioni presidenziali del 1930, quando il presidente in carica Washington Luis impose al candidato presidenziale sostenuto dal suo governo di violare la regola dell'alternanza, il che alla fine sfociò nella Rivoluzione del 1930.